# Mordkreuz von Nieder-Mörlen

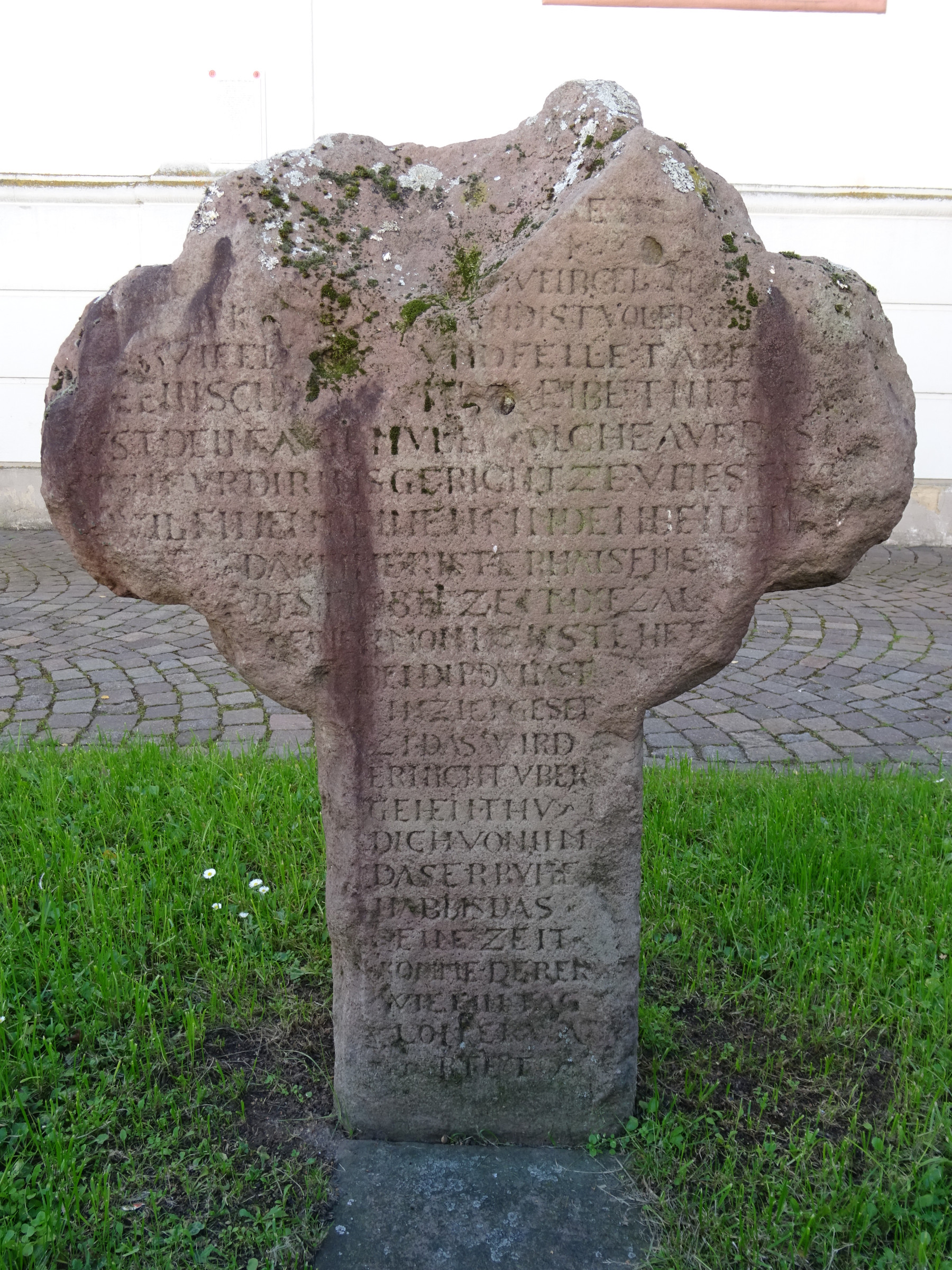
Mordkreuz, Hiob-Zitat

Das Mordkreuz von Nieder-Mörlen ist ein Sühnekreuz oder Gedenkkreuz aus dem 17. Jahrhundert. Es steht in Nieder-Mörlen, einem Ortsteil von Bad Nauheim in Hessen. Es besteht aus rotem Sandstein und ist auf beiden Seiten mit einer Inschrift versehen.

## Standort
Das Kreuz steht im Kirchhof der Pfarrkirche Maria Himmelfahrt (Nieder-Mörlen). Bis 1969 stand es östlich der Main-Weser-Bahn am km 58,3 etwa 300 m südlich der B3-Brücke über die Bahnstrecke, zwischen Bad Nauheim und Ostheim auf Nieder-Mörler Gemarkung. Dort verläuft eine alte Römerstraße, die im Mittelalter noch genutzt wurde. Ob dies der ursprüngliche Standort war, ist unbekannt. 1969 wurde es in die alte Schule nach Nieder-Mörlen versetzt und kam später in den Kirchhof an seinen jetzigen Standort.

## Inschrift
Die Seite des Kreuzes, die der Kirche zugewandt ist, beschreibt eine Mordtat im Jahr 1661. Die Inschrift ist nicht vollständig erhalten. Die Transkription wird hier gemäß der Erläuterungstafel an der Kirche und mit Ergänzungen der nicht mehr lesbaren Passagen (in Klammern) gemäß dem Text von Erich Brücher wiedergegeben. Die andere Seite des Kreuzes zitiert eine Passage aus dem Buch Hiob 14,1–6 .
(IM IAR DES)

(H)ERN (MDCLX)I

DEN 25 A(VGV)ST NACH

MITAGZWISCHEN 2

VND 3 VHR IST ALHIER

(A)N DIESER STELE DER EHRSAM HERMAN

(HENRICH)SIEN BVRGER VND HANDELSMAN IN

FRANKFVRT …EV.R NACHDEM ER IHME VOR

(SA)TZ ENE REIS NACH DEM HAN ZV THVEN

DURCH EINEN MEVCHELMORTER SO IN FR(IED)

BVRG IN F(REV)NDSCHAFT SICH ZV IHM GE

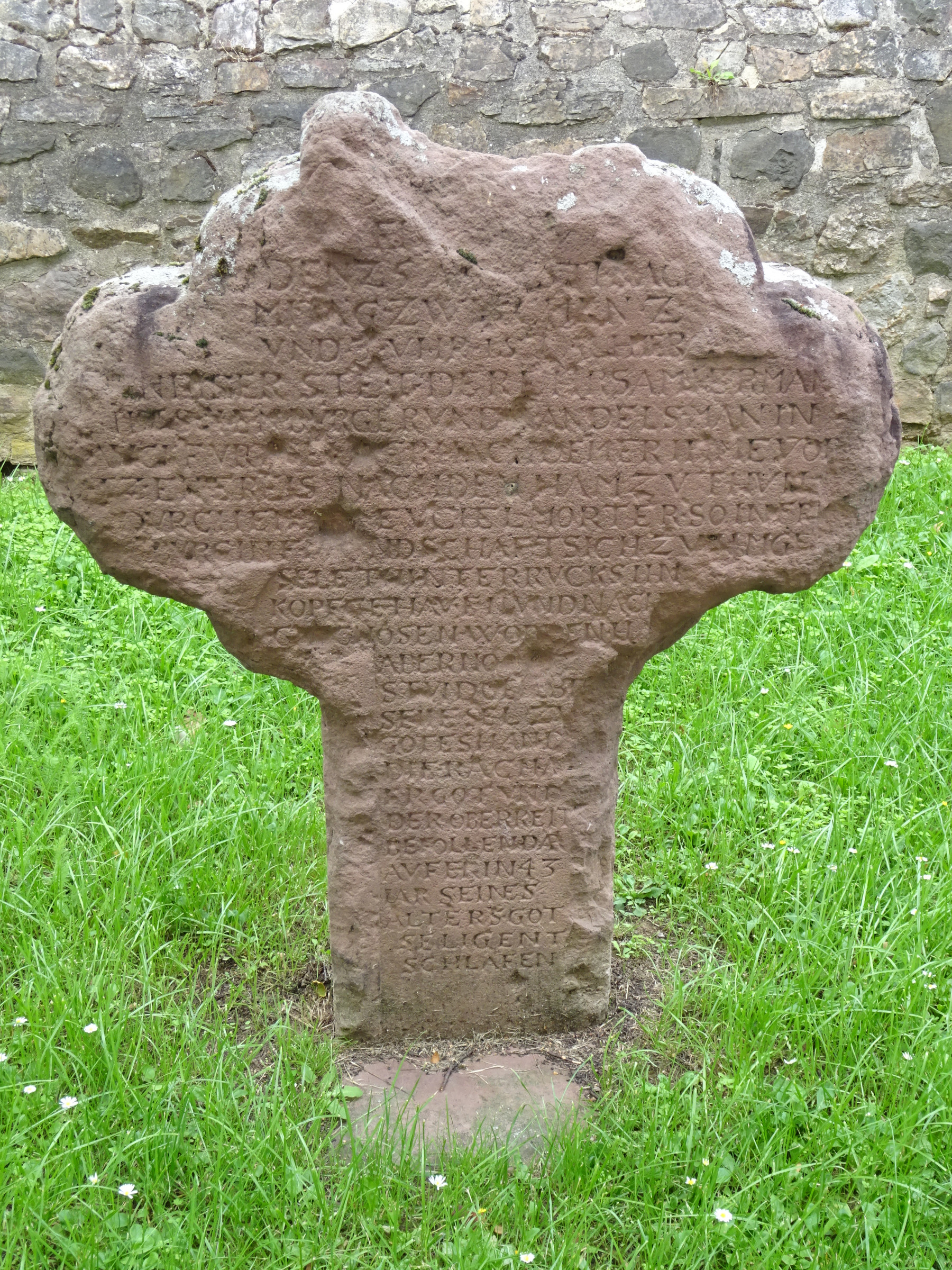
Mordkreuz, Tatbeschreibung

SELET HINTERRVCKS IHN

KOPF GEHAVEN VND NACH(ER)

GESCHOSEN WORDEN H(AT)

ABER N(OCH) 3

STVNDEN GELEBT

SEINE SELE ZV

GOTES HAND

DIE RACH AB

ER GOT VND

DER OBERKEIT

BEFOLLEN DAR

AVF ER IN 43

IAR SEINES

ALTERS GOT

SELIG ENT

SCHLAFEN

## Deutung
Die auf dem Kreuz beschriebene Tat, bei der ein Handelsmann mit Vornamen Hermann in der Nähe von Friedberg hinterrücks durch Schläge auf den Kopf und einen Schuss so schwer verletzt wurde, dass er nach drei Stunden starb, bringt Brücher mit anderen historischen Dokumenten in Verbindung. So zitiert er die zeitgenössische Chronik des Joh. Helwig May mit dem Passus „Den 22. Augusti Donnerstag abends ist Hermann (Henrichs), der Sattler von Hannover, durch die beide Gebrüder Junker Rauen von Holtzhausen alhier vor den Brücken am Bornsweg, in Sölmischer Jurisdiction, mit 14 Wunden gehauen, gestochen und geschossen umbkommen“. Außerdem enthalte das Stadtkirchenbuch von Friedberg die Beerdigung des Erschlagenen: „Den 25. Augusti Herman Henrichs, ein Sattlergesell von Hanover welcher von den 2 Jungen Junckers Rauen bei den Brückengarten alhier mit 14 Wunden verhauen und durchs Hertz vom rücken durch und durch geschossen mit seinem eigen Wehr umbracht worden“. Einer der beiden Täter, Philipp Adolf Rau von Holzhausen, wurde 25 Jahre später Burggraf von Friedberg. Daraus schließt Brücher, dass die Tat nicht juristisch gesühnt wurde, da damals auf Mord oder Totschlag die Todesstrafe gestanden hätte. Der geschilderte Tatort liegt am Fuße der Burg Friedberg, am Verlauf der alten Römerstraße, bei einer Brücke über die Usa. Dies liegt in der Nähe des früheren Standorts des Kreuzes.
Ob das Kreuz als Sühnekreuz von den Tätern oder als Gedenkkreuz von Angehörigen oder Dritten errichtet wurde, ist unbekannt, wie auch der genaue Errichtungszeitpunkt.